# Heather Bratton
Heather Bratton (* 25. Juni 1987 in Tampa, Florida; † 22. Juli 2006 bei New York City) war ein US-amerikanisches Fotomodell.
Sie zierte das Cover der italienischen Vogue im Februar und Mai 2006. Außerdem lief sie auf den Catwalks in Mailand, Paris und New York, für die Sommershows von Prada, Gucci, Burberry und Chanel. Bratton wurde auch für sämtliche Fashion Editorials abgelichtet, unter anderem vom berühmten Fotograf Steven Meisel.
Sie war bekannt für ihre dunkelbraunen Augen und Haare sowie für die geometrischen Wangenknochen.
Die 19-Jährige war unterwegs zum Flughafen Newark, als sie in einen Unfall mit drei Autos verwickelt wurde. Bratton kam als einzige ums Leben, da das Taxi, in dem sie saß, Feuer fing.
Die Ausgabe der Vogue Paris vom September 2006 ist ihr gewidmet.